# 紀元前111年
紀元前111年（きげんぜん111ねん）は、ローマ暦の年である。

## 他の紀年法
- 干支 : 庚午
- 日本
  - 開化天皇47年
  - 皇紀550年
- 中国
  - 前漢 : 元鼎6年
- 朝鮮
  - 檀紀2223年
- 仏滅紀元 : 434年
- ユダヤ暦 : 3650年 - 3651年

## できごと

### ローマ
- ローマの街が火事で壊滅した。
- ヌミディア国王のユグルタがローマの将軍ルキウス・カルプルニウス・ベスティア(en)にわいろを贈り、有利な協定を結んだ。